# 阿羅那順
阿羅那順（Arunashwa，?—?），戒日王朝末期人物。
647年，戒日王死后，北印度混乱，戒日王臣下阿羅那順篡位，要抓捕唐朝出使天竺的右衛率府長史王玄策。王玄策逃脱向尼泊尔李查维王朝王那陵提婆、吐蕃赞普松赞干布发檄文召集7000泥婆羅军和1200吐蕃军。王玄策和副使蒋師仁率两国軍队與阿羅那順發生了茶鎛和羅城之戰。結果大破天竺軍，生擒阿羅那順。648年，阿罗那顺及王妃、子等，虏男女12000人、牛马20000余被献到长安唐太宗面前。唐太宗死，葬於昭陵，曾刻阿羅那順石像，列於玄闕之下，為昭陵十四國君長石像其中之一。